# Katatonia
Katatonia is een Zweedse doommetalband, ontstaan in Stockholm in 1991 met Jonas Renkse (als Lord Seth) en Anders Nyström (als Blakkheim) als vaste bandleden. Hoewel het kwintet begon als een deathmetalband, brachten ze al vanaf hun debuutalbum Dance of December Souls melancholische metal die refereert aan onder meer Opeth, Tool en Anathema. Katatonia heeft sinds hun ontstaan een essentiële plaats verworven binnen de metalscene. Hun kenmerkende sound is de laatste jaren onderhevig geweest aan muzikale wijzigingen waardoor de band zich heden richt naar een groter publiek. Hun meest succesvolle albums zijn Discouraged Ones (1998) en The Great Cold Distance (2006).

## Geschiedenis
Na een jaar componeren brengt het duo Renkse en Nyström halverwege 1992 de demo Jhva Elohim Meht uit. Het succes van de demo wekte de aandacht van het Nederlandse platenlabel Vic Records, die de songs heruitbracht als een ep, getiteld Jhva Elohim Meth – the Revival. Guillaume Le Huche wordt aangetrokken als bassist en vergezelt hen tijdens een eerste resem optredens.

### Dance of December Souls
Katatonia ging eind 1992 in zee met het Zweedse platenlabel No Fashion records. Hun eerste volledige album Dance of December Souls werd uitgebracht in december 1993 en werd geproduceerd door Dan Swanö. Het album werd goed onthaald door de critici en metalliefhebbers. Vanwege de gehanteerde combinatie van melancholische en epische, melodieuze klanken wordt het album aangezien als toonaangevend binnen het genre.
Begin 1994 nam het ensemble het 10 minuten durende 'Scarlet Heavens' op, een klassiek gotische song waarbij de band een meer progressieve kant opgaat. Een jaar later verscheen een volgende ep For Funerals to Come (1995) met de songs 'Black Erotica' en 'Love of the Swan'.
Na een sabbatjaar zag Katatonia begin 1996 in gitarist Fred Norrman een nieuw (derde) bandlid. Even later verscheen hun tweede studio-album Brave Murder Day waarvan twintigduizend stuks werden verkocht. Mikael Åkerfeldt van Opeth verzorgde enkele zangpartijen omdat Renkses stem het liet afweten. Met Brave Murder Day heeft de band een album afgeleverd dat latere bands als Tristania, Nightwish en de Zweedse deathmetalband Entombed beïnvloedde. Het was de eerste plaat die internationaal werd uitgebracht. 

### 1997
Na een eerste tournee door Europa succesvol afgerond te hebben in oktober 1996 nam Katatonia nieuw materiaal op. Aangezien hun tweede thuis, de Unisound-studio, haar deuren sloot, werden de songs opgenomen in de Sunlight Studio in Stockholm. Dit resulteerde in het mini-album Sound of Decay, dat opnieuw zangpartijen bevatte van Mikael Åkerfeldt.

### Discouraged Ones
Mickael Oretoft voegt zich in 1997 bij het ensemble als bassist en neemt samen met de band het derde studio-album op, "Discouraged Ones" (1998). Renkse neemt weer zijn plaats in als zanger en combineert de zang met drums. De band laat op het album een nieuwe dynamische sound horen waarbij de typisch darkmetalzang plaats ruimt voor cleane zangpartijen. Met de plaat richtte Katatonia zich meer naar een groter publiek wat resulteerde in een verkoop van meer dan 20.000 exemplaren in eigen land.

### Tonight's Decision
In 1999 verschijnt wereldwijd Tonight's Decision. Katatonia verlegde op dit album terug haar grenzen wat betreft haar sound en werd bekender in het buitenland. Eind 1999 toerde Katatonia door Scandinavië als opening act voor Paradise Lost. Frederik Norrmans broer Mattias maakte als bassist deel uit van de nieuwe line-up en Daniel Liljekvist nam de drums voor zijn rekening.

### Toeren met Opeth
Katatonia nam het album "Last Fair Deal Gone Down" op en toerde eind 2000 door de Verenigde Staten en Polen met Opeth. Hun vijfde album verscheen in de zomer van 2001 en werd voorafgegaan door een 3 track cd-single met als titeltrack "Teargas". Deze songs hadden een warmer karakter, mede dankzij de sensibele zang van Renkse, en lieten een band horen met alweer een licht gewijzigde sound. Het typische 'gothic doom'-gitaarwerk van Nyström maakte plaats voor een hedendaagsere aanpak.
Na het 'Peacefest' van maart 2001 (3 optredens in 3 landen) ondernam Katatonia in mei een mini-tournee in het Verenigd Koninkrijk. Het succes ervan leidde tot een nieuwe tournee, terug in het voorprogramma van Opeth, door het Verenigd Koninkrijk en Centraal-Europa. Ondertussen bracht de formatie een tweede single uit, 'Tonight's Music' (2001). De ep bevatte verder de songs 'O How I Enjoy the Light' en 'Help Me Disappear'. Na de lange periode van toeren laste Katatonia in 2002 een rustpauze in om te werken aan nieuw materiaal.

### Viva Emptiness
Hun volgende album, het zesde in rij, kreeg de naam Viva Emptiness en werd eind 2002 opgenomen in de 301 Studios in Stockholm en Fascination Street in Örebro. De plaat had een bijna popgevoelige dynamiek. De voldragen epische aanpak in zowel de licht floydiaanse arrangementen als de productie gaf de songwriting een extra dimensie. Viva Emptiness steunt vooral op de wisselwerking tussen keyboards en gitaarpartijen.
De release van de plaat in april 2003 werd gevolgd door een uitgebreide Europese tournee.
In 2004 toerde Katatonia tweemaal door Scandinavië, deden ze weer een mini-tournee door Europa samen met Amaran, als onderdeel van het Progpower Europa fest, en stonden ze op tal van grote festivals. 
Twee compilatie-albums Avantgarde Music's Brave Yester Days en Peaceville's The Black Sessions verschenen in 2005. Katatonia toert door Oost-Europa en treedt voor het eerst op in Rusland, waar ze de grootste twee steden aandeden.

### The Great Cold Distance
De single 'My Twin' (2006) was de voorloper van hun zevende album "The Great Cold Distance", dat door vele critici en fans beschouwd wordt als hun meesterwerk. De tweede en derde single uit het album waren respectievelijk 'Deliberation' (2006) en 'July' (2007). Voor de videoclip van 'July' deed Katatonia een beroep op regisseur Charlie Granberg. 
Het album klinkt complexer dan de vorige, de zachte stukken bevatten een nog melancholischere ondertoon. De donkergestemde gitaren op "The Great Cold Distance" trekken opnieuw de melodieën en dat levert in combinatie met een opvallende aandacht voor stampritmes een harder album op dat haast progressieve dimensies aanneemt in de traditie van Porcupine Trees "Deadwing" (2005) en Opeths meesterlijke Ghost Reveries (2005). De sferische muziek op deze plaat wordt dus regelmatiger onderbroken door ruigere passages die op de juiste momenten de kop komen opsteken. 
De band zelf aanziet het album als hun beste tot op heden. "The Great Cold Distance" is het meest kwalitatieve, dynamische album uit hun carrière en tevens hun grootste commerciële succes. Meer dan 60.000 exemplaren gingen reeds over de toonbank. 

### 2007
Op 28 mei bracht de band "Live Consternation" uit, een live-album met opnames van hun optreden op het Summerbreeze-openairfestival van 2006 in Duitsland.
In juli en augustus deed Katatonia enkele belangrijke festivals aan. Zo speelde de formatie op 6 juli 2007 voor het eerst op het Roskilde Festival in Denemarken, het meest prestigieuze festival van Scandinavië. Op 10 augustus trad Katatonia op in Tsjechië op het Brutal Assault-openairfestival.

### Night Is The New Day
In 2010 bracht Katatonia hun achtste studioalbum "Night is the new day" uit. Dit wordt aanzien als het rustigste album van de groep dusver.
Kort na de release van dit album verlieten de broers Fred en Mattias Norman de groep omwille van familiale redenen

## Bandleden

### Huidige line-up
- Jonas Renkse – zang (1991 – heden)
- Anders Nyström – gitaar (1991 – heden)
- Daniel Liljekvist – drums (1999 – heden)
- Per Eriksson – gitaar (live) (2010 - heden)
- Niklas Sandin – basgitaar (live) (2010 - heden)

### Oud-bandleden
- Guillaume Le Huche (als Israphel Wing) – basgitaar (1992-1994)
- Mikael Oretoft – basgitaar (1996-1997)
- Mikael Åkerfeldt – zang (1996-1997)
- Fred Norrman – gitaar (1994 – 2010)
- Mattias Norrman – basgitaar (1999 – 2010)
- Dan Swanö (als Day Disyraah) – keyboards, drums en zang (sessie)
- Kenneth Eklund – drums (live)

## Discografie

### Studioalbums
- Dance of December Souls (1993)
- Brave Murder Day (1996)
- Discouraged Ones (1998)
- Tonight's Decision (1999)
- Last Fair Deal Gone Down (2001)
- Viva Emptiness (2003)
- The Great Cold Distance (2006)
- Night is the New Day (2009)
- Dead End Kings (2012)
- Dethroned And Uncrowned (2013)
- The Fall of Hearts (2016)
- City Burials (2020)
- Sky Void of Stars (2023)
- Nightmares as Extensions of the Waking State (2025)

### Ep's
- Jhva Elohim Meth... The Revival (1992)
- For Funerals to Come (1995)
- Sounds of Decay (1997)
- Saw You Drown (1998)
- Teargas (2001)
- Tonight's Music (2001)
- July (2006)
- The Longest Year (2010)
- Buildings (2012)
- Kocytean (2014)

### Demo's
- Rehearsal (1991)
- Jhva Elohim Meth (1992)

### Live-albums
- The Black Sessions (dubbel-cd best of met live-dvd) (2005)
- Live Consternation (met live-dvd) (2007)
- Sanctitude (met live-dvd) (2015)

### Compilaties
- W.A.R. Compilation vol.1 (1994)
- Split 10" (1996)
- Identity Five (1999)
- Brave Yester Days (2004)
- The Black Sessions (2005)
- Mnemosynean (2021)

### Singles
- Teargas (2001)
- Tonight's Music (2001)
- Ghost of the Sun (2003)
- My Twin (2006)
- Deliberation (2006)
- July (2007)